# Wiesław Szczepański
Wiesław Andrzej Szczepański (ur. 1 czerwca 1960 w Chrośnicy) – polski polityk, ekonomista i samorządowiec, poseł na Sejm II, III, V, VI, IX i X kadencji, w latach 2004–2005 podsekretarz stanu w Ministerstwie Infrastruktury, w latach 2018–2019 przewodniczący Sejmiku Województwa Wielkopolskiego, od 2023 sekretarz stanu w Ministerstwie Spraw Wewnętrznych i Administracji.

## Życiorys
Ukończył studia na Akademii Ekonomicznej w Poznaniu. Od 1983 do 1989 pracował jako lustrator w Zespole Lustracji CZS „Samopomoc Chłopska” Zielona Góra, a w latach 1989–1994 pracował w Wojewódzkim Przedsiębiorstwie Budownictwa Komunalnego w Lesznie, pełniąc różne funkcje.
W latach 1994–1998 był radnym rady miejskiej w Lesznie, pełnił funkcję wiceprzewodniczącego rady i szefa komisji rewizyjnej. Od 1998 do 2005 zasiadał w Sejmiku Województwa Wielkopolskiego, do 2000 pełniąc funkcję jego wiceprzewodniczącego. Od 1994 należał do Socjaldemokracji Rzeczypospolitej Polskiej, następnie wstąpił do Sojuszu Lewicy Demokratycznej. Od grudnia 2004 do czerwca 2008 pełnił funkcję wiceprzewodniczącego partii.
W 1996 i 1997 obejmował mandat posła na Sejm kolejno II i III kadencji, w 2001 kandydował bez powodzenia do Sejmu IV kadencji. W październiku 2001 powołano go na stanowisko wiceprezesa Urzędu Mieszkalnictwa i Rozwoju Miast, pełnił tę funkcję do czasu likwidacji instytucji w grudniu 2003. W latach 2004–2005 był podsekretarzem stanu w Ministerstwie Infrastruktury. Od 2000 do 2008 był prezesem Uczniowskiego Koszykarskiego Klubu Sportowego „Leszno 2000”. Od 2004 do 2011 pracował jako doradca dyrektora generalnego Poczty Polskiej.
W 2005 powrócił do Sejmu po czteroletniej przerwie. W wyborach parlamentarnych w 2007 po raz czwarty został posłem, kandydując z listy koalicji Lewica i Demokraci w okręgu kaliskim i otrzymując 10 579 głosów. W kwietniu 2008 zasiadł w Klubie Poselskim Lewica, który we wrześniu 2010 przekształcono w KP SLD. W 2011 nie został ponownie wybrany. W 2014 bez powodzenia kandydował do Parlamentu Europejskiego, powrócił natomiast do Sejmiku Województwa Wielkopolskiego, utrzymując mandat również w 2018. W 2015 ponownie był kandydatem SLD na posła w ramach Zjednoczonej Lewicy. W 2018 został wybrany na przewodniczącego sejmiku VI kadencji.
W wyborach w 2019 ponownie uzyskał mandat posła na Sejm, otrzymując 23 799 głosów. Został przewodniczącym sejmowej Komisji Administracji i Spraw Wewnętrznych. W wyborach w 2023 z ramienia powstałej na bazie SLD Nowej Lewicy z powodzeniem ubiegał się o poselską reelekcję (z wynikiem 13 668 głosów). W grudniu tego samego roku objął funkcję sekretarza stanu w Ministerstwie Spraw Wewnętrznych i Administracji. W październiku 2024 objął stanowisko pełnomocnika ministra spraw wewnętrznych i administracji do spraw współpracy ze związkami zawodowymi.

## Wyróżnienia
- Honorowe obywatelstwo Śmigla
- Odznaka „Zasłużony Działacz Ruchu Spółdzielczego”
- Odznaka „Za zasługi dla OPZZ”
- Honorowa Złota Odznaka Krajowej Izby Gospodarczej
- „Kordzik” Wielkopolskiej Izby Rzemieślniczej
- Trzecie miejsce w plebiscycie radiowej trójki „Srebrne Usta” (2011)